# Бельфлу
Бельфлу́ (фр. Belflou) — коммуна во Франции, находится в регионе Лангедок — Руссильон. Департамент коммуны — Од. Входит в состав кантона Саль-сюр-л’Эр. Округ коммуны — Каркасон.
Код INSEE коммуны — 11030.
Первые упоминания о Бельфлу относятся к 1206 году.

## Население
Население коммуны на 2008 год составляло 106 человек.
| 1962 | 1968 | 1975 | 1982 | 1990 | 1999 | 2008 |
| ---- | ---- | ---- | ---- | ---- | ---- | ---- |
| 116  | 123  | 101  | 84   | 85   | 80   | 106  |

## Экономика

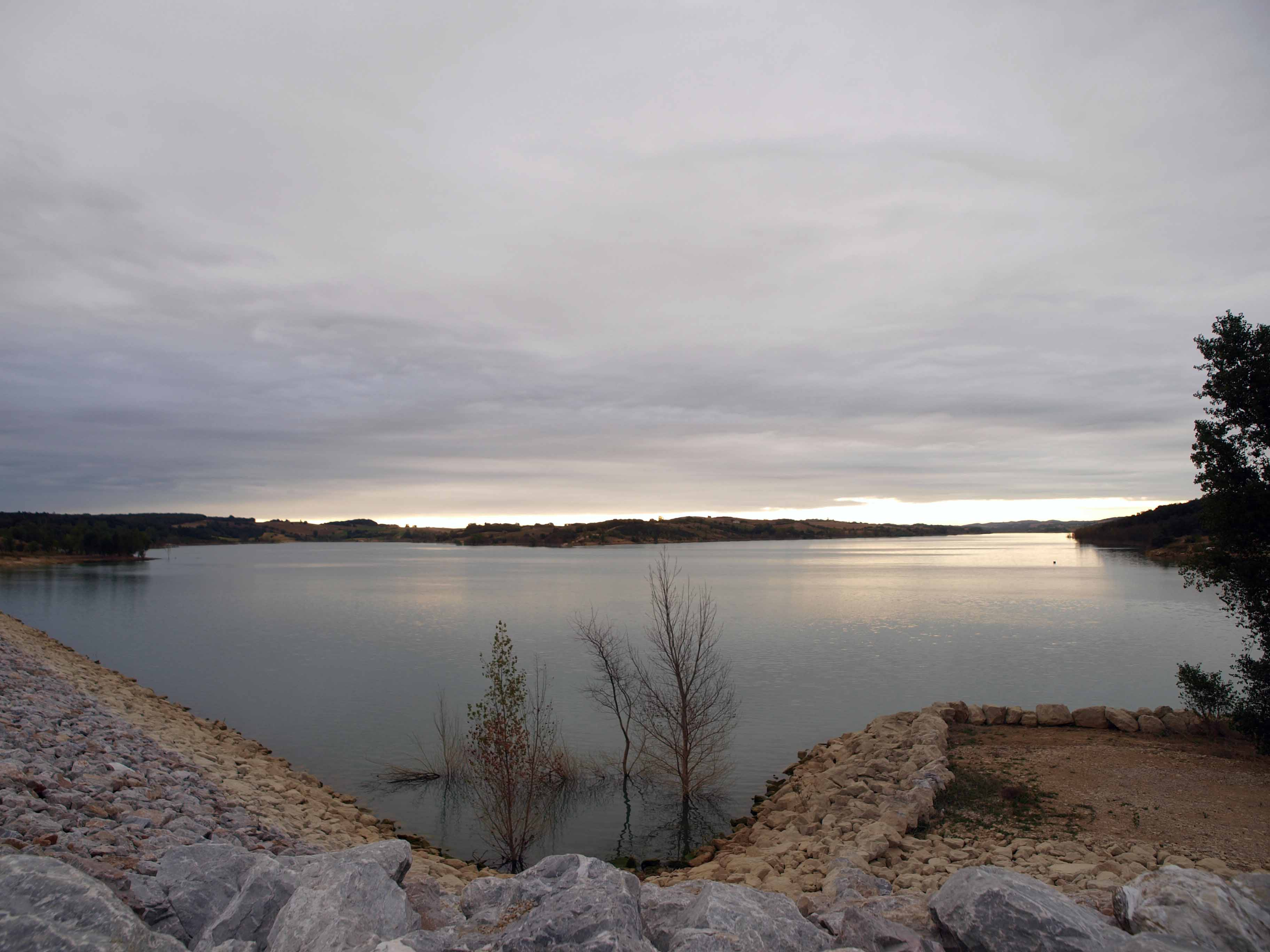
Озеро Гангиз

В 2007 году среди 58 человек в трудоспособном возрасте (15—64 лет) 47 были экономически активными, 11 — неактивными (показатель активности — 81,0 %, в 1999 году было 83,0 %). Из 47 активных работали 45 человек (25 мужчин и 20 женщин), безработных было 2 (1 мужчина и 1 женщина). Среди 11 неактивных 1 человек был учеником или студентом, 2 — пенсионерами, 8 были неактивными по другим причинам.

## Достопримечательности
- Озеро Гангиз[англ.]
- Замок Бельфлу XIII века